# Mauricio Rivera
Mauricio Rivera (* 2. Oktober 2004) ist ein bolivianischer Leichtathlet, der sich auf den Dreisprung spezialisiert hat.

## Sportliche Laufbahn
Erste internationale Erfahrungen sammelte Mauricio Rivera im Jahr 2022, als er bei den Hallensüdamerikameisterschaften in Cochabamba mit 13,58 m den sechsten Platz im Dreisprung belegte. Im Jahr darauf gelangte er bei den U20-Südamerikameisterschaften in Bogotá mit 14,38 min ebenfalls auf Rang sechs und auch bei den Hallensüdamerikameisterschaften 2024 in Cochabamba wurde er mit 14,17 m Sechster. Im Jahr darauf gelangte er bei den Hallensüdamerikameisterschaften ebendort mit 14,37 m auf den neunten Platz.
In den Jahren 2023 und 2024 wurde Rivera bolivianischer Meister im Dreisprung im Freien sowie 2025 in der Halle.